# Paddy Donegan
Patrick „Paddy“ Sarsfield Donegan (irisch: Pádraig Ó Donnagáin) (* 29. Oktober 1923 in Mainistir Bhuithe (Monasterboice); † 26. November 2000 ebenda) war ein irischer Politiker der Fine Gael.

## Leben
Patrick Donegan war der Sohn eines Bauern und Gastwirts. Er besuchte die Schule der Christian Brothers in Drogheda und das Castleknock College der Lazaristen in Dublin. Danach arbeitete er in der Landwirtschaft. 
Donegans politische Laufbahn begann 1954, als er erstmals zum Abgeordneten (Teachta Dála) des Unterhauses (Dáil Éireann) gewählt wurde. Dort vertrat er für eine Wahlperiode den Wahlkreis Louth. Nach seiner Wahlniederlage 1957 gehörte er bis 1961 als Vertreter der Interessen der Landwirtschaft dem Senat (Seanad Éireann) an. Am 4. Oktober 1961 erfolgte dann seine erneute Wahl zum Abgeordneten des Dáil, in dem er nunmehr bis 1981 wieder den Wahlkreis Louth vertrat.
Im März 1973 wurde er von Premierminister (Taoiseach) Liam Cosgrave zum Verteidigungsminister ernannt. Nach einer heftigen Regierungskrise wegen des Emergency Powers Act, eines Notstandsgesetzes zur Bekämpfung der Provisional Irish Republican Army (IRA), die letztlich auch zum Rücktritt von Staatspräsident Cearbhall Ó Dálaigh führte, wurde er am 2. Dezember 1976 Minister für die Forstwirtschaft und Fischerei bzw. nach einer Neuverteilung der Ressorts im Kabinett am 9. Februar 1977 Fischereiminister. Dieses Amt übte er bis zum 25. Mai 1977 aus.
1981 verzichtete Donegan auf eine erneute Kandidatur für das Unterhaus und zog sich aus dem politischen Leben zurück.